# 郝孝徳
郝 孝徳（かく こうとく、生没年不詳）は、中国の隋末の民衆叛乱の指導者。平原郡の人。

## 生涯
大業9年（613年）、数万人を率いて隋に対する反乱軍を挙兵し、黄河以北の地域で活動した。王薄・孫宣雅らの挙兵した部隊と連合し、章丘を占領し、隋の将軍の張須陀に敗退すると、瓦崗軍に帰属し、李勣と会同して黎陽倉を占領し、平原公を自称した。
劉黒闥は、初期のころ、郝孝徳に付き従っていた。